# Rajd Barum 2007
Rajd Barum 2007 (37. Barum Rally Zlín) – 37 edycja rajdu samochodowego Rajd Barum rozgrywanego we Portugalii. Rozgrywany był od 24 do 26 sierpnia 2007 roku. Była to ósma runda Rajdowych Mistrzostw Europy w roku 2007 oraz szósta runda Intercontinental Rally Challenge w roku 2007 i szósta runda Rajdowych Mistrzostw Czech. Składał się z 15 odcinków specjalnych.
Podczas przejazdu trzeciego odcinka specjalnego, doszło do wypadku, załoga czeska nr 81 uderzyła prawą stroną samochodu w drzewo, w wyniku tego zdarzenia pilot Luděk Kocman zmarł w szpitalu, kierowcy nic się nie stało.

## Klasyfikacja rajdu
| Miejsce                        | Kierowca                       | Pilot                          | Samochód                       | Czas                           | Strata                         |                                |
| Klasyfikacja generalna i (IRC) | Klasyfikacja generalna i (IRC) | Klasyfikacja generalna i (IRC) | Klasyfikacja generalna i (IRC) | Klasyfikacja generalna i (IRC) | Klasyfikacja generalna i (IRC) | Klasyfikacja generalna i (IRC) |
| ------------------------------ | ------------------------------ | ------------------------------ | ------------------------------ | ------------------------------ | ------------------------------ | ------------------------------ |
| 1. (1.)                        | Nicolas Vouilloz               | Nicolas Klinger                | Peugeot 207 S2000              | 2:28.10,8                      | 0.0                            |                                |
| 2. (2.)                        | Enrique García Ojeda           | Jordi Barrabès                 | Peugeot 207 S2000              | 2:28.27,1                      | +16,3                          |                                |
| 3. (3.)                        | Václav Pech jr.                | Petr Uhel                      | Mitsubishi Lancer Evo IX       | 2:30.07,1                      | +1.56,3                        |                                |
| 4. (4.)                        | Roman Kresta                   | Petr Gross                     | Mitsubishi Lancer Evo IX       | 2:30.39,6                      | +2.28,8                        |                                |
| 5. (5.)                        | Bernd Casier                   | Frédéric Miclotte              | Peugeot 207 S2000              | 2:32.21,6                      | +4.10,8                        |                                |
| 6. (6.)                        | Václav Arazim                  | Julius Gál                     | Mitsubishi Lancer Evo IX       | 2:32.27,7                      | +4.16,9                        |                                |
| 7. (7.)                        | Andrea Navarra                 | Dario D'Esposito               | Fiat Abarth Grande Punto S2000 | 2:32.58,5                      | +4.47,7                        |                                |
| 8. (8.)                        | Renato Travaglia               | Lorenzo Granai                 | Fiat Abarth Grande Punto S2000 | 2:33.54,8                      | +5.44,0                        |                                |
| 9.                             | Grzegorz Grzyb                 | Robert Hundla                  | Suzuki Swift S1600             | 2:34.43,7                      | +6.32,9                        |                                |
| 10. (9.)                       | Simon Jean-Joseph              | Jack Boyère                    | Citroën C2 S1600               | 2:35.20,9                      | +7.10,1                        |                                |
| Klasyfikacja ERC               |                                |                                |                                |                                |                                |                                |
| 1.                             | Nicolas Vouilloz               | Nicolas Klinger                | Peugeot 207 S2000              | 2:28.10,8                      | 0.0                            |                                |
| 2.                             | Enrique García Ojeda           | Jordi Barrabès                 | Peugeot 207 S2000              | 2:28.27,1                      | +16,3                          |                                |
| 3.(7.)                         | Andrea Navarra                 | Dario D'Esposito               | Fiat Abarth Grande Punto S2000 | 2:32.58,5                      | +4.47,7                        |                                |
| 4.(8.)                         | Renato Travaglia               | Lorenzo Granai                 | Fiat Abarth Grande Punto S2000 | 2:33.54,8                      | +5.44,0                        |                                |
| 5.(10.)                        | Simon Jean-Joseph              | Jack Boyère                    | Citroën C2 S1600               | 2:35.20,9                      | +7.10,1                        |                                |